# Çamyuva
Çamyuva – miejscowość turystyczna położona w południowo-zachodniej części prowincji Antalya, otoczone jest Morzem Śródziemnym w środku Eastside i Mountain Tahtali na jej zachodniej stronie oraz Agva i starożytne miasto Phaselis i powiat Tekirova na jej południowej stronie.
Dawna nazwa Camyuva to Ağva lecz po przejęciu miejscowości przez miasto Kemer zmieniono na właśnie Camyuva.